# جايسون كليرمونت
جايسون كليرمونت هو لاعب كرة قدم كندية كندي، ولد في 24 مايو 1978 في ريجاينا في كندا.